# Friaulische Küche

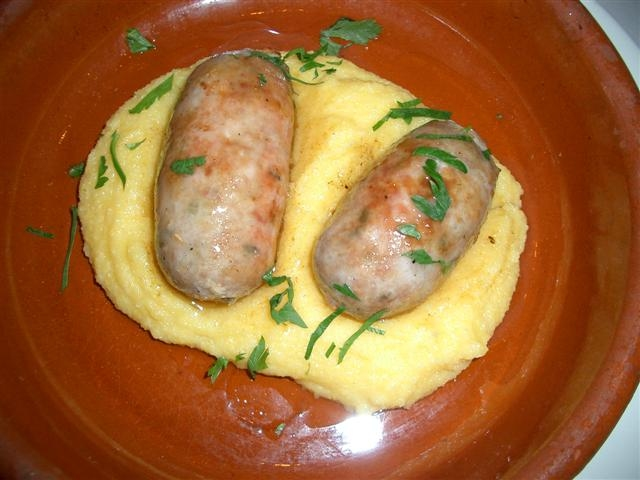
Polenta con salsicce

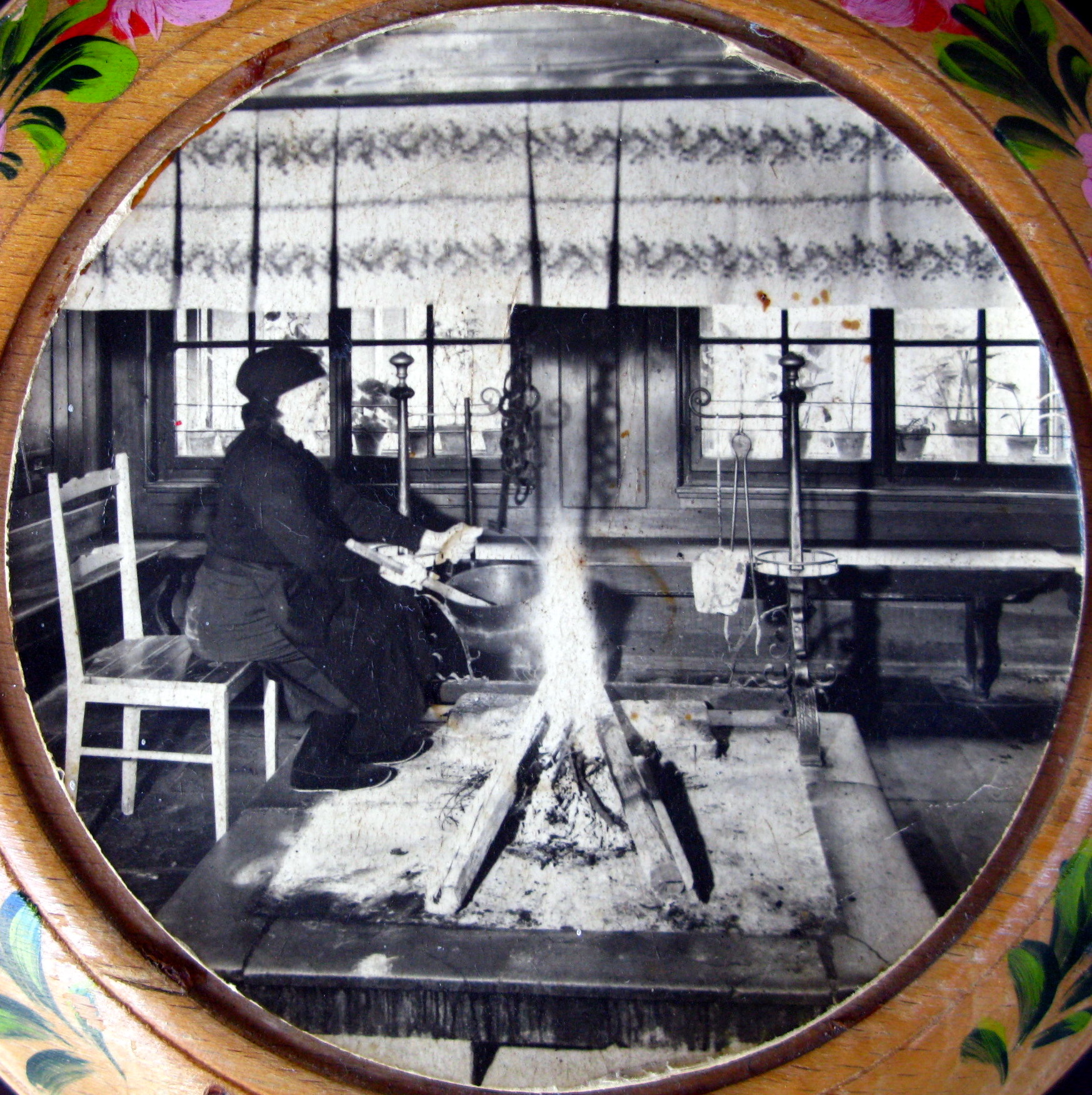
Kochen am Fogolar in Moggio Udinese

In Friaul, der Landschaft um die Stadt Udine, das den Großteil der Region bildet, wird einfache Küche bevorzugt. Hier wird die Polenta, ein Maisgericht, auf verschiedene Weise zubereitet und hoch geschätzt. Die Polenta wird gerührt, gebacken, ja sogar gegrillt und mit Käse, Fisch, Fleisch, Milch oder Wurst verfeinert.
Eine große Rolle spielt in Friaul auch das Schweinefleisch. In vielen Familien ist es üblich, ein Schwein großzuziehen, das dann bei regelrechten Festen vom purcitar, dem fahrenden Metzger, geschlachtet und verarbeitet wird. Oft trifft man noch auf den fogolar, eine offene Feuerstelle in der Küche, die zum Rösten von Schweinefleisch benutzt wird.

## Gebiet-Spezifisches
Die Ortschaften von Sauris im Friaul sind bekannt für ihre Schweinefleischverarbeitung und hier besonders in der Speckerzeugung. Die Pancetta, Bauchspeck, der zwölf Stunden geräuchert und sieben Monate gereift wird, ist eine bekannte Spezialität. Schinken aus Sauris reift 18 Monate.
Der wohl berühmteste Schinken Friauls stammt aus dem Ort San Daniele del Friuli – der berühmte Prosciutto di San Daniele, ein Schinken mit gesetzlich geschützter Herkunftsbezeichnung (DOP).
In Triest – dem ehemaligen Handelshafen der Donaumonarchie – ist der Einfluss der österreichischen, kroatischen, ungarischen und slowenischen Küche spürbar. So finden sich hier Gulasch, Schweinebraten und die Jota, ein beliebter Eintopf aus Bohnen, Sauerkraut, Kartoffeln und Speck, nebeneinander und außer Wein, wie in Italien zumeist üblich, wird auch Bier getrunken.
In Karnien, das im Norden Friauls gelegen ist, wird auch der Frico, eine Art Käsefladen, der in der Pfanne geröstet wird, zubereitet. Auch der Montasio, ein Käse, der bereits seit dem 12. Jahrhundert bekannt ist, wird hier erzeugt und wurde mit dem DOP-Prädikat versehen.
Entlang des Küstenstreifens von Friaul mit seinen vom Tourismus bekannten Orten Lignano Sabbiadoro, Bibione, mit den Lagunen von Grado und Marano, wechselt die Küche. Meeresfrüchte und Fische stehen hier häufig auf dem Speiseplan.

## Typische Gerichte
Polenta al burro (Polenta mit Butter), Prosciutto di San Daniele con fichi (San Daniele-Schinken mit Feigen), Risotto alla maranese (Meeresfrüchterisotto), Frico con patate (Frico mit Kartoffeln), Jota (Bohneneintopf), Sanguinaccio (Blutwurst, auch mule genannt), Musetto (Kochwurst aus Schweinefleisch), Polenta pasticciata ai gamberi (Polenta-Auflauf mit Garnelen), Pinza (Kuchen aus süßem Hefeteig).

## Süßspeisen
Gubana ist eine typische Süßspeise aus den Natisone-Tälern östlich von Cividale del Friuli. Hefeteig wird mit einer Füllung aus Nüssen, Rosinen, Pinienkernen, Zucker und geriebener Zitronenschale zu einer ungefähr 20 cm breiten Schnecke gedreht und gebacken. Der fertige Kuchen wird je nach Rezeptvariation auch gerne mit Grappa oder Slivovitz verfeinert. Ursprünglich wurde der Kuchen nur zu hohen Festtagen, vor allem Weihnachten und Ostern gebacken. Heute ist der Kuchen das ganze Jahr in der ganzen Region erhältlich. Unter den weiteren Süßspeisen ist der Apfelstrudel zu erwähnen, die šnite (Creme-Schnitten) und die Strucchi. Strucchi sind kleine, süße Teigtaschen, die mit einer Nuss-Pflaumen Mischung gefüllt werden. Sie werden traditionell frittiert.

## Weinbau
Weinbaulich gliedert sich Friaul in die Anbaugebiete Colli orientiali del Friuli (1970), Collio (1968), Carso (1985), Friuli-Isonzo (1974), Friuli-Aquileia (1975), Friuli-Annia (1995), Friuli-Latisana (1975) und Grave del Friuli (1970), sowie 290 ha Rebflächen des Gebietes Lison Pramaggiore, dessen größerer Teil jedoch im Veneto liegt. Die Jahreszahlen in Klammern sind das Jahr der Anerkennung als DOC-Zone.
Das über die Landesgrenzen hinaus wohl bekannteste Weinanbaugebiet im Friaul ist der Collio (deutsch „Hügel“). Bemerkenswert ist, dass er teilweise in Italien und teilweise in Slowenien liegt, der slowenische Name ist Brda.
Für die italienischen Weinbauern, die auch auf slowenischer Seite Weinberge besitzen, gilt eine EU-Ausnahmeregelung, wonach sie auch diesen Wein mit italienischem Etikett verkaufen dürfen. Der Collio ist bekannt für seine Weißweine, reinsortig aus Chardonnay, Ribolla oder Sauvignon Blanc, aber auch als Cuvée (Verschnitt) verschiedener Sorten. Auf der Südflanke des Collio finden sich jedoch auch hervorragende Rotweine.
Die Colli Orientali, die östlichen Hügel, gelten ebenfalls als renommiertes Weinbaugebiet, während Annia, Latisana und Aquileia einfachere Weine hervorbringen.